# Stanislaus Joyce
Stanislaus Joyce (Dublín, 17 de diciembre de 1884 - Trieste, 16 de junio de 1955) fue un profesor, estudioso y escritor irlandés que vivió muchos años en Italia. Fue hermano menor del famoso novelista James Joyce. Éste lo llamaba "piedra de afilar" ("whetstone") y solía compartir sus ideas y proyectos literarios con él. De niños siempre estuvieron juntos. Como su hermano, Stanislaus se rebeló contra su Irlanda nativa y, en 1905, se reunió con James y su familia en Trieste, Italia, en su vivienda de Via Caterina, 1.
Trabajó como profesor de inglés en la Berlitz School junto con su hermano James. En 1903, inició la redacción de un diario en Dublín, en el que recogió sus pensamientos en materia filosófica y literaria, así como los de su hermano; reanudó el diario, una vez en Trieste. Lo llamó Book of Days (Libro de los días), y arroja mucha luz sobre la vida de James entre los años 1906 y 1909. El diario muestra cómo Stanislaus actuó verdaderamente como el "guardián de su hermano" (años más tarde escribiría un libro con dicho título). Fue llamado al rescate de la familia de James una y otra vez debido a sus dificultades económicas. Después de 1908, llevó vida aparte, aunque pudo haber vivido otra vez con su hermano en 1909. 
Stanislaus fue arrestado por irredentista el 28 de diciembre de 1914, al principio de la Primera Guerra Mundial, siendo internado por los austriacos en el campo de concentración de Katzenau, cerca de Linz. Tras su liberación se fue a vivir con la familia de su hermana Eileen. En 1920, Stanislaus ocupó el puesto de su hermano James en la Scuola Superiore di Commercio “Revoltella” de Trieste; esta escuela fue asimilada más tarde a la Universidad de Trieste. Stanislaus permaneció allí como profesor de inglés contratado hasta su muerte. El 13 de agosto de 1928, Stanislaus contrajo matrimonio con Nelly Lichtensteiger. Tuvieron un hijo —James—, nacido en febrero de 1943. En 1941, durante la Segunda Guerra Mundial, debido a sus ideas anti-fascistas, se trasladó por algún tiempo a Florencia, donde pudo haber sido protegido de los alemanes por familias adineradas italianas y estadounidenses.  
En 1950, publicó Recollections of James Joyce (Remembranzas de James Joyce). Después de su muerte, se publicaron asimismo My Brother’s Keeper (El guardián de mi hermano, 1957) y Dublin Diary (1962). En los años 50, Stanislaus colaboró con Richard Ellmann, el biógrafo de su hermano, en la monumental James Joyce (1959).   
Stanislaus tuvo muchas disputas con su hermano —así como con la esposa de éste, Nora Barnacle—, pero ambos compartían una filosofía literaria común, a pesar de que Stanislaus había recibido una educación menos selecta que James, debido a los problemas económicos de la familia. Stanislaus, sin embargo, canalizó esas energías en el sosegado estudio académico, sin llegar a los salvajes vuelos de fantasía literaria emprendidos por su hermano. De éste escribió: 

Considero poco menos que un milagro que hubiese alguien en mi familia dedicado al cultivo de la poesía o preocupado por mantenerse en contacto con las corrientes del pensamiento europeo, viviendo en una casa como la nuestra, hundida en la miseria de una generación de borrachos. No sé qué fuego interior pudo transfigurarlo.

En la correspondencia entre ambos hermanos, según Richard Ellmann, Stanislaus aparece como un hombre sólido, servicial y discutidor, a quien su hermano provoca intentos de emulación intelectual, así como envidia y cansancio.
Stanislaus Joyce murió en Trieste, en 1955, y está enterrado en el cementerio de Via della Pace.